# Eucithara capillaris
Eucithara capillaris é uma espécie de gastrópode do gênero Eucithara, pertencente à família Mangeliidae.